# Umor

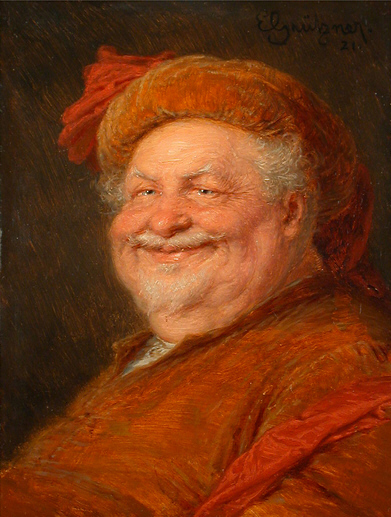
Falstaff

Umorul (lat. humor = umezeală) este tendința unor situații de a putea produce ilaritate. Persoanele cu umor sunt acele persoane care prin comportare sau verbal prin anumite contexte declanșează râsul. Simțul umorului este influențat de tradițiile, cultura, istoria unui popor, sau diferă după poziția pe scara ierarhiei sociale. Umorul diferă de asemenea după anumite perioade istorice, multe glume din trecut nemaifiind actuale, au pierdut efectul de a produce hazul. 
Umorul poate fi usturător prin satiră, ironie, batjocură, cinic, sau blând binevoitor, plin de înțelegere, autocritic.

## Definiții ale umorului
- O definiție pragmatică a umorului, ar fi tot ceea ce produce râsul este umor, acesta poate să fie un râs despre alte persoane, despre sine însuși - haz de necaz; râsul poate avea un caracter binevoitor, sau caustic, ucigător, distructiv.
- Umorul mai poate fi de un caracter literar, subtil, fin, care poate trece neobservat pe moment sau de anumite persoane lipsite de umor, sau anumite cunoștințe.

In Germania umorul german de pe valea Rinului se împletește cu umorul evreiesc, fiind legate între ele fără a putea face distingere clară.
- Definiția lui „Otto Julius Bierbaum” (scriitor german , 1865 - 1910) Umorul subliniază tăria și slăbiciunea făcând totodată legătura între ele; umorul ia naștere în situațiile de criză, neputința de a rezolva anumite probleme, râsul fiind provocat de soluțiile greșite de rezolvare a lor, păstrând mai departe voia bună și optimismul.
- Sigmund Freud (1856–1939), psihoanalitic austriac, cacterizează umorul, precizând că râsul este o automângâiere și că umorul nu este ceva care ne ușurează sufletește ca anecdotele sau glumele, ci umorul este ceva măreț, înălțător o realizare deosebită a intelectului de triumf asupra narțismului a cărei trăsătură principală este producerea ilarității.
- Christopher Fry: "Umorul este refugiul din fața deznădejdii"
- In anul 480 î.e.n. Xerxes I regele perșilor amenință in bătălia de la Thermopyle pe greci, eu am atâți arcași că săgețile lor vor întuneca soarele la care regele spartan Leonidas cu atât mai bine, atunci vom lupta în umbră, Leonidas va muri pe câmpul de luptă.

## Istoric

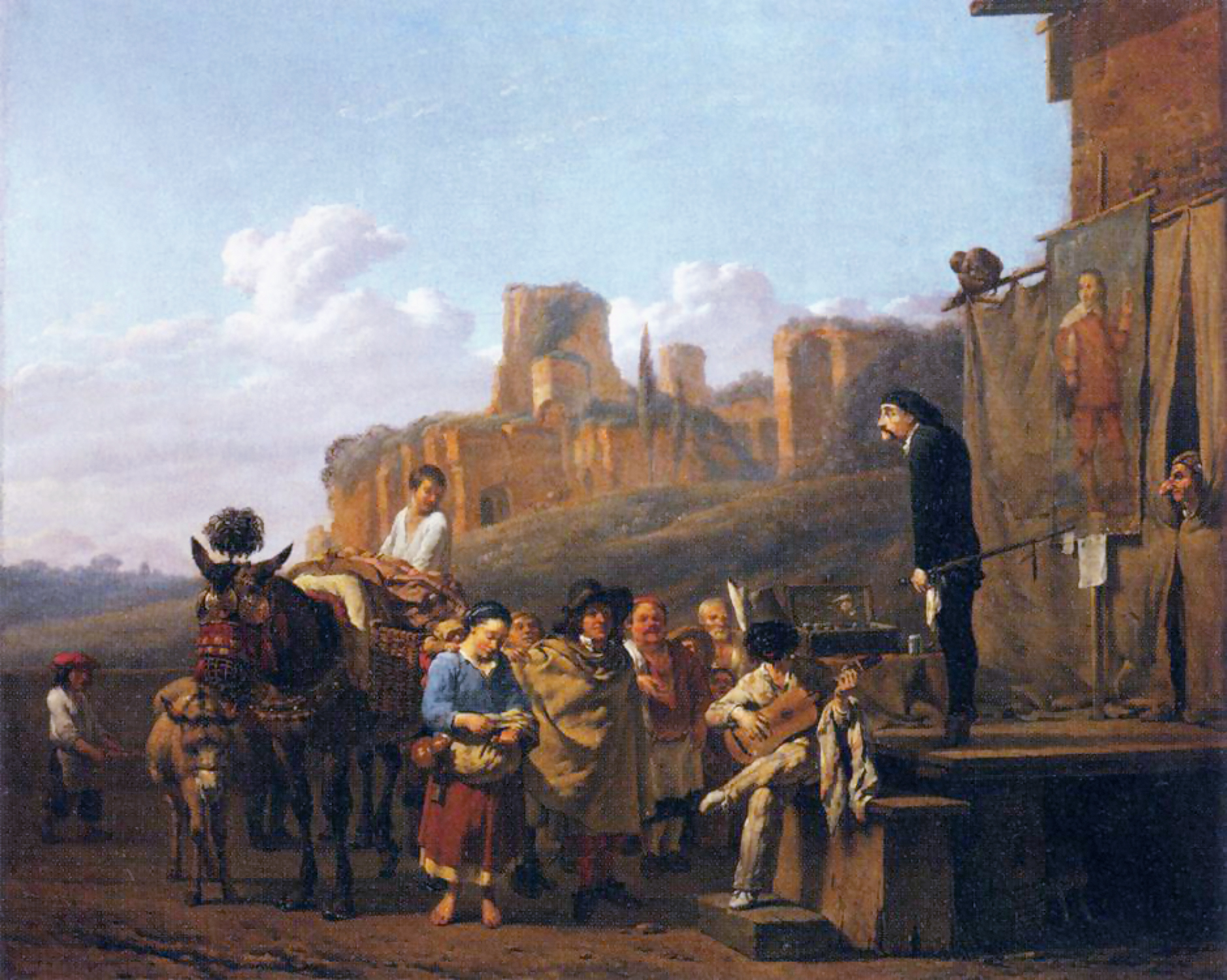
Karel Dujardin: Commedia dell'arte, 1657. – Până în secolul XVIII a avut loc teatrul ambulant (al poporului) sub cerul liber sau în șoproane improvizate

In viața culturală a grecilor antici au apărut reprezentații publice ca în teatru, la sărbători festive sau pe stradă, bărbați cu spiritul umorului care au începând să ironizeze imitând cetățeni de vază ai orașului, producând astfel ilaritate în rândul trecătorilor.
Culegere scrisă de anecdote, a fost descoperită deja în anul 550 î.e.n. Filozofii mari din antichitate ca Platon, Aristoteles și Pythagoras au căutat limitarea râsului grosolan în favoarea ironiei cultivate, fine, subtile.

In dreptul roman era categoric interzis ironizarea și facerea de râs a patricienilor romani, astfel Cicero era prevăzător cu glumele sale moderate, care putea determina sfârșitul carierei de orator, pe când umorul în comediile lui Plautus era mai apropiat de popor glumele sale având mai mult un caracter de carnaval.

In Evul Mediu și perioada Renașterii umorul este treptat îndepărtat de la curțile monarhilor și de biserică. Funcția bufonului de la curtea regelui pierde din importanță, râsul era considerat în mănăstire ca un lucru obscen, care împiedica tăcerea și liniștea în meditare a călugărilor, cu toate acestea s-au găsit în biblioteci culegeri de anecdote. 
Astfel în această perioadă umorul devine o cultură a poporului de rând, care este prezentat prin carnavaluri, bâlciuri. Există culegeri de glume usturătoare, cu replici scurte din popor la adresa celor excentrici, culese din birturi, sau alte locuri de adunare a mulțimii.

In timpul reformației bisericii, umorul a fost din nou folosit ca muniție pentru sprijinirea principiilor ideologice și căutând să-și facă adversarul de râs, aceasta fiind însă făcută cu oarecare măsură, o discuție teologică controversată fiind faptul dacă cumva în timpul său Isus a râs.

In timpul iluminismului (sec.XVII-XVIII) umorul a fost tratat la început ca un act greșit, nedemn față de seriozitate și argumentația logică. Râsul de aceea în adunarea națională franceză era interzis, fiind apoi treptat tot mai des folosit în discreditarea adversarului politic.

In Germania în timpul anului 1819 și a Revoluției din 1848 a avut loc o adevărată explozie a numărului de caricaturi, satire, foiletoane umoristice, cu toate măsurile Cenzurii de la Karlsbad (1819), mișcarea democrată critică aristrocrația și absolutismul. Prin parlamentarii care erau aleși ca reprezentanți ai poporului are loc o apropiere între umorul popular și cel al claselor superioare, acestea influențându-se reciproc.

### Umorul poate fi
- verbal
  - banc, anecdotă
  - gluma
  - poanta
- non-verbal
  - farsă
- anti-umor ("bancuri seci")

### Umoriști după naționalitate
- Umor american
- Umor englezesc
- Umor maghiar
- Umor românesc